# Casa La Previsió Obrera
La Casa La Previsió Obrera és una obra neoclàssica de Palafrugell (Baix Empordà) protegida com a Bé Cultural d'Interès Local.

## Descripció
Casa unifamiliar entre mitgeres, de tres plantes i tres crugies. A la clau de la porta hi figura: 1857 / J.S. MSS. Als pisos hi ha finestrals entre dues balconades. Les obertures tenen marcs ressaltats de pedra o obra. A la façana posterior, que dona a un pati entre mitgeres hi ha una galeria a la planta baixa d'arcades i voltes de llunetes.
En la restauració que es va fer de la cas a per adaptar-la a un nou ús s'ha mantingut al màxim la distribució interior.
Les façanes estan arrebossades.

## Història
La casa fou seu, des del segle passat fins a temps recents, de La Previsió Obrera, societat de socors mutus que ha tingut gran pes en la població. En desaparèixer aquesta institució, l'immoble ha estat adquirit per l'Ajuntament per a serveis de cultura i centre cívic. Ha estat comunicat, per mitjà de l'antic pati, amb la fàbrica Genís, també propietat municipal, formant una unitat en l'ús amb aquest edifici.